# Mary G. Ross

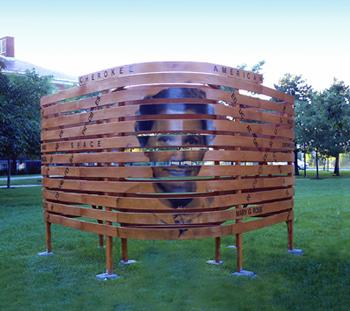
„Mary G. Ross: Scientist, Engineer, Cherokee-American“ zu Ehren Mary G. Ross, Buffalo State College; Künstler: Lawrence Kinney

Mary Golda Ross (geboren am 9. August 1908 in Park Hill (Oklahoma); gestorben am 29. April 2008 in Los Altos (Kalifornien)) war eine Cherokee Ingenieurin bei Lockheed und dort eine der 40 Gründungsingenieure des renommierten Geheimprojekts Skunk Works der Lockheed Corporation. Sie war die erste bekannte Native American Ingenieurin, sowie die erste Frau überhaupt in einer Ingenieursposition in der Geschichte von Lockheed, wo sie von 1942 bis zu ihrer Pensionierung 1973 arbeitete. Sie leistete wichtige Arbeit im Bereich Luft- und Raumfahrtdesign, einschließlich des Agena Raketenprogramms, sowie für zahlreiche „Designkonzepte für interplanetare Raumfahrt, bemannte und unbemannte Erdumlaufflüge, sowie die frühesten Studien zu umkreisenden Satelliten für zivile und Verteidigungszwecke.“ Im Jahr 2018 wurde sie von der US-amerikanischen Münzanstalt ausgewählt, auf der Rückseite des Sacagawea-Dollar (1-Dollar-Münze) abgebildet zu werden. Damit wird die Rolle der Native Americans im Weltraumprogramm gewürdigt.

## Leben
Ross wurde in der kleinen Stadt Park Hill in Oklahoma als zweites von fünf Kindern von William Wallace und Mary Henrietta Moore Ross geboren. Sie war die Urenkelin des Cherokee Chief John Ross. Als talentiertes Kind wurde sie zu ihren Großeltern nach Tahlequah, der Hauptstadt der Cherokee Nation, geschickt, um dort die Grund- und weiterführende Schule zu besuchen.
Im Alter von 16 Jahren schrieb sich Ross an der Northeastern State University in Tahlequah ein. Sie erwarb 1928 im Alter von 20 Jahren einen Bachelor-Abschluss in Mathematik. Ihrem Master-Abschluss erhielt sie 1938 an der University of Northern Colorado in Greeley. Sie hatte dort „jeden Astronomiekurs belegt, den sie anboten“.
Ross unterrichtete neun Jahre lang Mathematik und Naturwissenschaften an ländlichen Schulen in Oklahoma, hauptsächlich während der Great Depression.
Im Alter von 28 Jahren legte sie die Beamtenprüfung ab, um als statistische Angestellte für das Bureau of Indian Affairs (BIA) in Washington, D.C. zu arbeiten. 1937 wurde sie Beraterin für Mädchen an der Santa Fe Indian School, einem indianischen Internat in Santa Fe (New Mexico). Im August 1938 erreichte sie die nötigen Voraussetzungen für ihren Master am Colorado State College of Education in Greeley. In ihrer Zeit als Lehrerin hatte sie im Sommer Kurse besucht, vor allem zu Astronomie und las ausgiebig in ihrem gewählten Bereich Mathematik.
Auf Anraten ihres Vaters zog sie 1941, nachdem die USA dem Zweiten Weltkrieg beigetreten waren, nach Kalifornien.
Ross wurde im Jahr 1942 von Lockheed als Mathematikerin eingestellt. Dort begann sie, an den Auswirkungen von Druck auf das Kampfflugzeug Lockheed P-38 Lightning zu arbeiten. Die P-38 war eines der schnellsten Flugzeuge, die zu dieser Zeit entwickelt wurden: Es war das erste Militärflugzeug, das im Horizontalflug schneller als 400 mph (640 km/h) flog. Ross half bei der Lösung zahlreicher Designprobleme im Zusammenhang mit Hochgeschwindigkeitsflügen und Problemen der Aeroelastizität. Obwohl Ross es vorzog, an Themen rund um die interplanetare Raumfahrt zu arbeiten, sagte sie später, wenn sie dies im Jahr 1942 erwähnt hätte, wäre ihre Glaubwürdigkeit infrage gestellt worden. Ross erzählte später, oft hätten sie zu viert bis 23 Uhr gearbeitet, wobei sie „Bleistift-Schubser“ gewesen sei und viel recherchiert habe, mit Rechenschieber und einem Friden Computer.
Nach dem Krieg schickte Lockheed sie zur UCLA, um eine professionelle Zertifizierung als Ingenieurin zu erhalten. Sie studierte Mathematik für moderne Ingenieurwissenschaften, Aeronautik sowie Himmelsmechanik. Es war ungewöhnlich, dass eine Firma während des Kriegs eingestellte Frauen nach Kriegsende weiter beschäftigte, doch Ross arbeitete weiterhin für Lockheed.
Im Jahr 1952 trat sie dem geheimen Advanced Development Program „Skunk Works“ von Lockheed bei, wo sie an „vorläufigen Entwurfskonzepten für die interplanetare Raumfahrt, bemannten und unbemannten Erdumlaufflügen, den frühesten Studien über umlaufende Satelliten für zivile und Verteidigungszwecke“, arbeitete. Sie arbeitete am Raketenprojekt Agena und an vorläufigen Entwurfskonzepten für Vorbeiflugmissionen zur Venus und zum Mars.
1958 nahm sie an der Fernsehsendung What's My Line? teil, in der Personen von Prominenten befragt werden, die dann versuchen ihre Berufe zu erraten. Sie brauchten recht lange, bis sie errieten, dass Ross diejenige war, die bei Lockheed Raketen und Satelliten entwarf.
Ross wurde in den späten 1960er Jahren senior advanced systems staff engineer und arbeitete an den UGM-27 Polaris Wiedereintrittskörpern und den Raketen Poseidon und Trident.
Nach ihrer Pensionierung im Jahr 1973 lebte Ross in Los Altos in Kalifornien, und arbeitete daran, junge Frauen und Native American Jugendliche für Ingenieurberufe zu gewinnen. Seit den 1950er Jahren war sie Mitglied der Society of Women Engineers. Sie unterstützte außerdem die American Indian Science and Engineering Society (AISES) und den Council of Energy Resource Tribes (CERT).
Im Alter von 96 Jahren nahm sie in ihrem „ersten traditionellen Cherokee-Kleid“ aus grünem Kaliko, das von ihrer Nichte hergestellt wurde, an den Eröffnungszeremonien des National Museum of the American Indian (NMAI) in Washington teil. Nach ihrem Tod im Jahr 2008 hinterließ sie diesem Museum ein Endowment in Höhe von 400.000 US-Dollar.

## Auszeichnungen und Anerkennung
- Hall of Fame des Silicon Valley Engineering Council, 1992[2]
- Peninsula Woman of the Year, des Verbands für Frauen in der Kommunikation Theta Sigma Phi, heute Association for Women in Communications[8]
- Achievement Awards der American Indian Science and Engineering Society und des Council of Energy Resource Tribes
- Award des San Francisco Examiner für Woman of Distinction, 1961
- Woman of Achievement Award des California State Federation of Business and Professional Clubs, 1961
- Auszeichnungen als herausragende Alumna von ihren ersten beiden Alma Mater
- Fellow und lebenslanges Mitglied der Society of Women Engineers[2]
- Einrichtung eines Stipendiums in ihrem Namen an The Santa Clara Valley Section, 1992[18][19]
- Google Doodle am 9. August 2018[18][20]
- Abbildung auf der Rückseite des Sacagawea-Dollar 2019[21][22]
- Benennung eines Asteroiden nach ihr am 11. Juni 2021: (170700) Marygoldaross.[23]